# Соколов Григорій Ліпманович
Григорій Ліпманович Соколов (рос. Григорий Липманович Соколов; нар. 18 квітня 1950, Ленінград) — російський піаніст, лавреат Першої премії III Міжнародного конкурсу імені П. І . Чайковського, професор Санкт-Петербурзької консерваторії. З 1990 року по нині живе у Вероні, Італія.

## Біографія
Почав навчання музиці у віці п'яти років, а в сім був прийнятий в спеціальну музичну школу при Ленінградській консерваторії по класу фортеп'яно. Навчався спеціальності у Л. І. Зеліхман.
В 1973 році закінчив Ленінградську консерваторію по класу М. Я. Хальфін.
З першим сольним концертом виступив в 12 років, а в 16 років, в 1966 році став переможцем Міжнародного конкурсу імені П. І . Чайковського. З тих пір концертує по всьому світу, надаючи перевагу гастролям в Європі.
В 2003 та 2004 рр.. двічі поспіль був нагороджений Премією Франко Абб'яті.

## Творчість
Григорій Соколов володіє віртуозною технікою, яскравою індивідуальністю та глибиною інтерпретацій. Надає перевагу сольним концертам, але іноді виступає з оркестром. Дає близько 80-ти концертів в рік, змінюючи програму двічі. Записується вкрай рідко.
На думку піаністки Олександри Юозапенайте, піанізм Соколова — це «щасливе поєднання двох світів: європейської рафінованості, упорядкованості і гармонії, а також контрольованої зсередини слов'янської емоційності, шляхетної, що не переливається через край. Обидва світи ідеально уживаються між собою в зрілому і досвідченому митцеві».

## Особисте життя
Дружина — Інна Яківна Штутін (?—2013), була відома як авторка ліричних віршів про життя, які ностальгійно прозвучали в документальному фільмі телеканалу «Культура» «Розмова, якої не було», присвяченому Григорію Соколову.

## Звання
- Член Шведської королівської музичної академії (2009)